# Tramont-Saint-André
Tramont-Saint-André ist eine französische Gemeinde mit 62 Einwohnern (Stand 1. Januar 2022) im Département Meurthe-et-Moselle in der Region Grand Est. Sie gehört zum Arrondissement Toul und zum Gemeindeverband Communauté de communes du Pays de Colombey et du Sud Toulois.

## Geographie
Die Gemeinde Tramont-Saint-André liegt am oberen Aroffe am Westrand der Landschaft Saintois, etwa 35 Kilometer südlich von Toul. Im Süden und Westen grenzt das Gemeindegebiet an das Département Vosges. Nachbargemeinden von Tramont-Saint-André (im Uhrzeigersinn, von Norden beginnend) sind: Favières, Tramont-Émy, Vicherey, Soncourt und Aroffe.

## Geschichte
Der Name Tramont leitet sich von au delà du mont (jenseits der Berge) ab. Saint-André (St. Andreas) ist der Schutzpatron der Dorfkirche. Die drei Steine im Wappen erinnern an die lange Zugehörigkeit des Dorfes zum Kapitel der Kathedrale Toul.

### Bevölkerungsentwicklung
| Jahr      | 1962 | 1968 | 1975 | 1982 | 1990 | 1999 | 2011 | 2022 |
| Einwohner | 94   | 76   | 68   | 53   | 50   | 42   | 56   | 62   |

Im Jahr 1836 wurde mit 325 Bewohnern die bisher höchste Einwohnerzahl ermittelt. Die Zahlen basieren auf den Daten von cassini.ehess und INSEE.

## Sehenswürdigkeiten
- Kirche Saint-André aus dem 19. Jahrhundert mit einem Zwölf-Apostel-Retabel und mehreren Skulpturen aus dem 14. bis 16. Jahrhundert
- Reste des alten St-Andreas-Brunnens
- 700-jährige Eiche (Chêne de la Vierge)

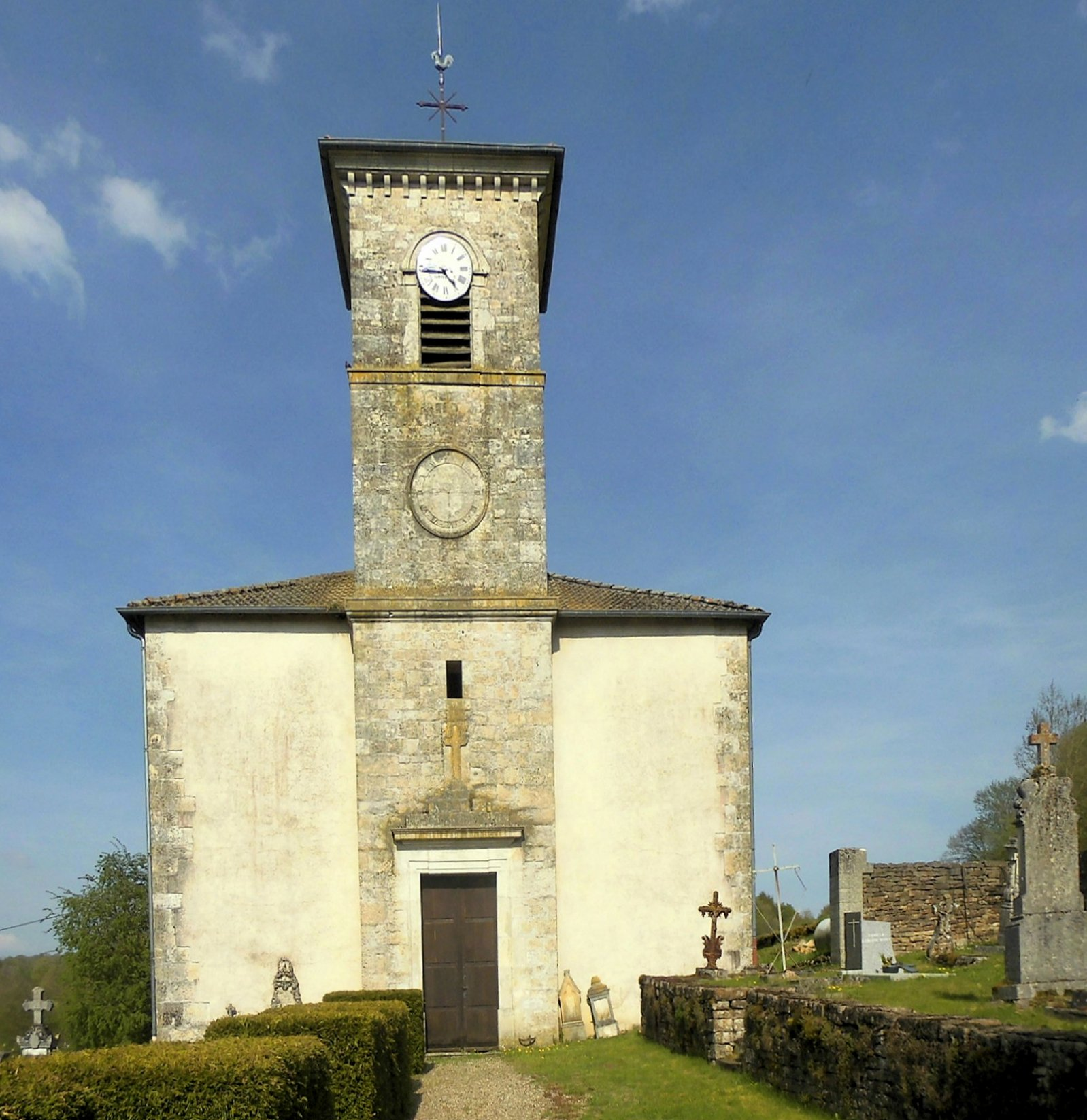
Kirche Saint-André

cassini.ehess.fr/fr/html/fiche.php?select_resultat=37981

## Wirtschaft und Infrastruktur
In Tramont-Saint-André sind zwei Landwirtschaftsbetriebe ansässig (Milchviehhaltung).
Tramont-Saint-André liegt abseits überregional wichtiger Verkehrsströme. Schmale Straßen verbinden die Gemeinde mit ihren Nachbarorten. Im 21 Kilometer entfernten Colombey-les-Belles besteht Anschluss an die Autoroute A 31.

## Belege
1. ↑  Wappen aufgenealogie-lorraine.fr (französisch)
2. ↑  Tramont-Saint-André auf cassini.ehess.fr
3. ↑  Tramont-Saint-André auf insee.fr
4. ↑  Landwirtschaftsbetriebe auf annuaire-mairie.fr (französisch)